# Xianshanosaurus
Xianshanosaurus là một chi khủng long, được Lü et al. mô tả khoa học năm 2009.